# Caresita
La caresita és un mineral de la classe dels carbonats, que pertany al grup de la quintinita. Rep el seu nom de Steve Cares (1909-2006) i Janet Cares (1921-2011), de Sudbury, Massachusetts, Estats Units, qui van trobar el mineral.

## Característiques
La caresita és un carbonat de fórmula química Fe2+
4Al₂(OH)₁₂CO₃·3H₂O. Va ser aprovada com a espècie vàlida per l'Associació Mineralògica Internacional l'any 1992. Cristal·litza en el sistema trigonal. La seva duresa a l'escala de Mohs és 2.
Segons la classificació de Nickel-Strunz, la caresita pertany a «05.DA: Carbonats amb anions addicionals, amb H₂O, amb cations de mida mitjana» juntament amb els següents minerals: dypingita, hidromagnesita, giorgiosita, widgiemoolthalita, artinita, indigirita, clorartinita, otwayita, zaratita, kambaldaïta, cal·laghanita, claraïta, hidroscarbroïta, scarbroïta, quintinita, charmarita, stichtita-2H, brugnatel·lita, clormagaluminita, hidrotalcita-2H, piroaurita-2H, zaccagnaïta, comblainita, desautelsita, hidrotalcita, piroaurita, reevesita, stichtita i takovita.

## Formació i jaciments
Aquesta espècie està descrita gràcies als exemplars de dues pedreres de la regió del Quebec, al Canadà: la pedrera Poudrette, al mont Saint-Hilaire (La Vallée-du-Richelieu RCM, Montérégie) i la pedrera Corporation, al Mont Royal (Mont-real). També ha estat descrita a les pegmatites de Hagendorf South, a Waidhaus (Bavària, Alemanya).